# Gori
Gori (grúz nyelven გორი) iparváros Grúzia szívében, 76 kilométerre nyugatra a főváros Tbiliszitől, a Liakvi és a Mtkvari folyók találkozásánál, Shida Kartli régióban.

## Története

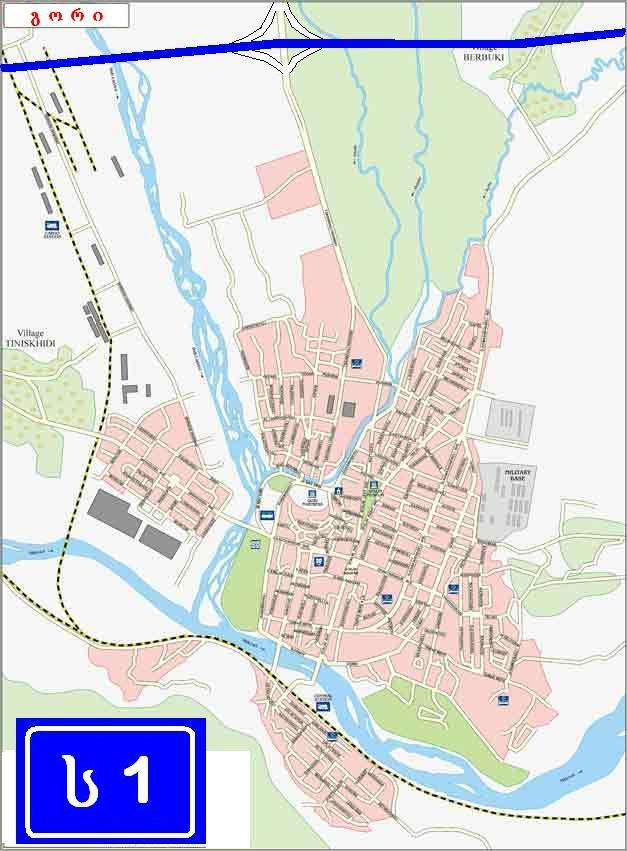
Gori térképe

A várost Grúzia talán legnagyobb uralkodója, IV. Dávid (1089–1125) alapította. A város fölé magasodik a középkori Goristsikhe vár, amely a 7. században már megvolt.
Az 1920-as földrengés súlyosan megrongálta a várost.
A 2008-as dél-oszétiai háború során, az orosz hadsereg támadása miatt sok ház megsérült a külvárosban.

## Sztálin szülőhelye
A városról a legtöbben – minden bizonnyal – mint a leghírhedtebb szovjet diktátor, Joszif Visszarionovics Sztálin születési helyéről hallottak. Itt található az életét bemutató múzeum, ahol konzerválták állítólagos szülőházát is, valamint az általa a negyvenes években használt, páncélozott vasúti kocsi is kiállításra került, amellyel a vezér többek között a jaltai és a teheráni konferenciákra utazott.
A volt Szovjetunió területén megtalálható utolsó Sztálin-szobrok egyike a gori városháza előtti téren állt, melyet 2010 júniusában szállítottak el a Sztálin Múzeumba.

## Képek

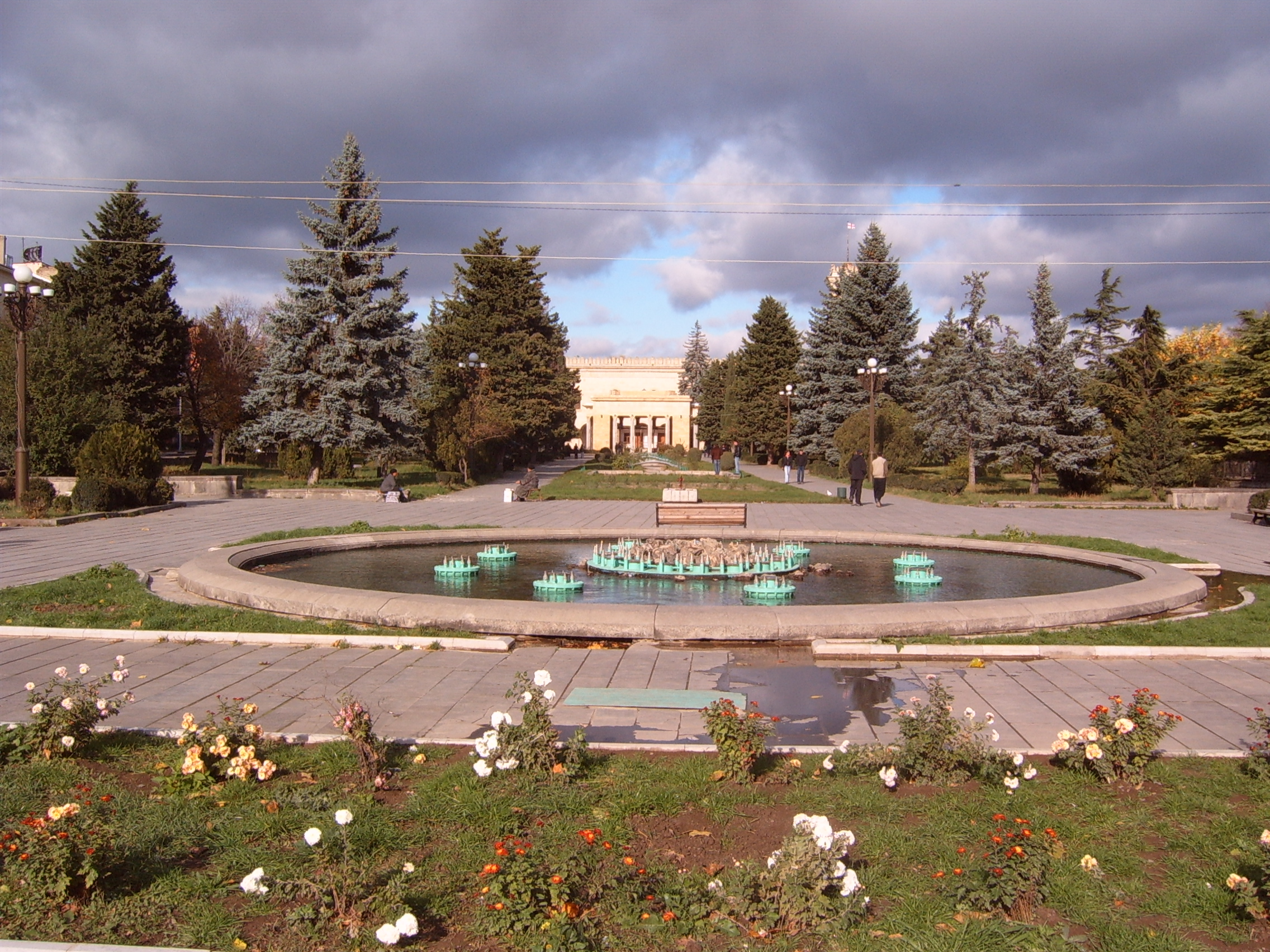
Park Sztálin szülőháza, illetve a Sztálin Múzeum előtt
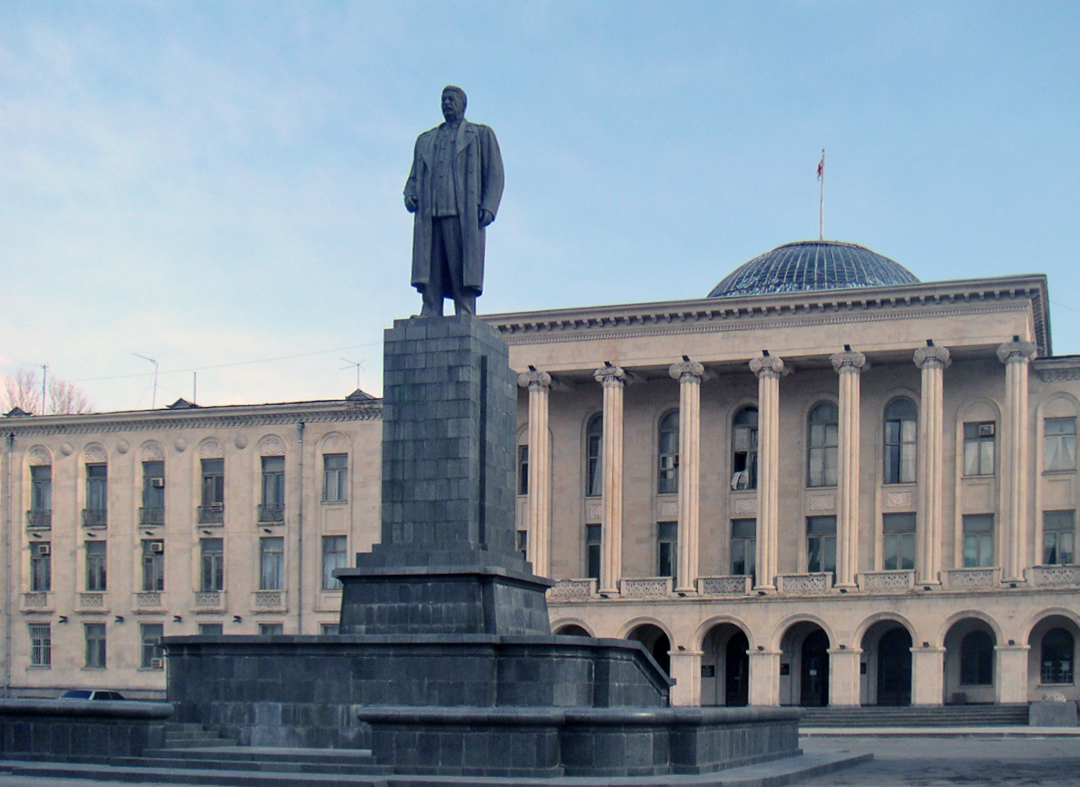
Sztálin szobra a gori városháza előtt (2006)
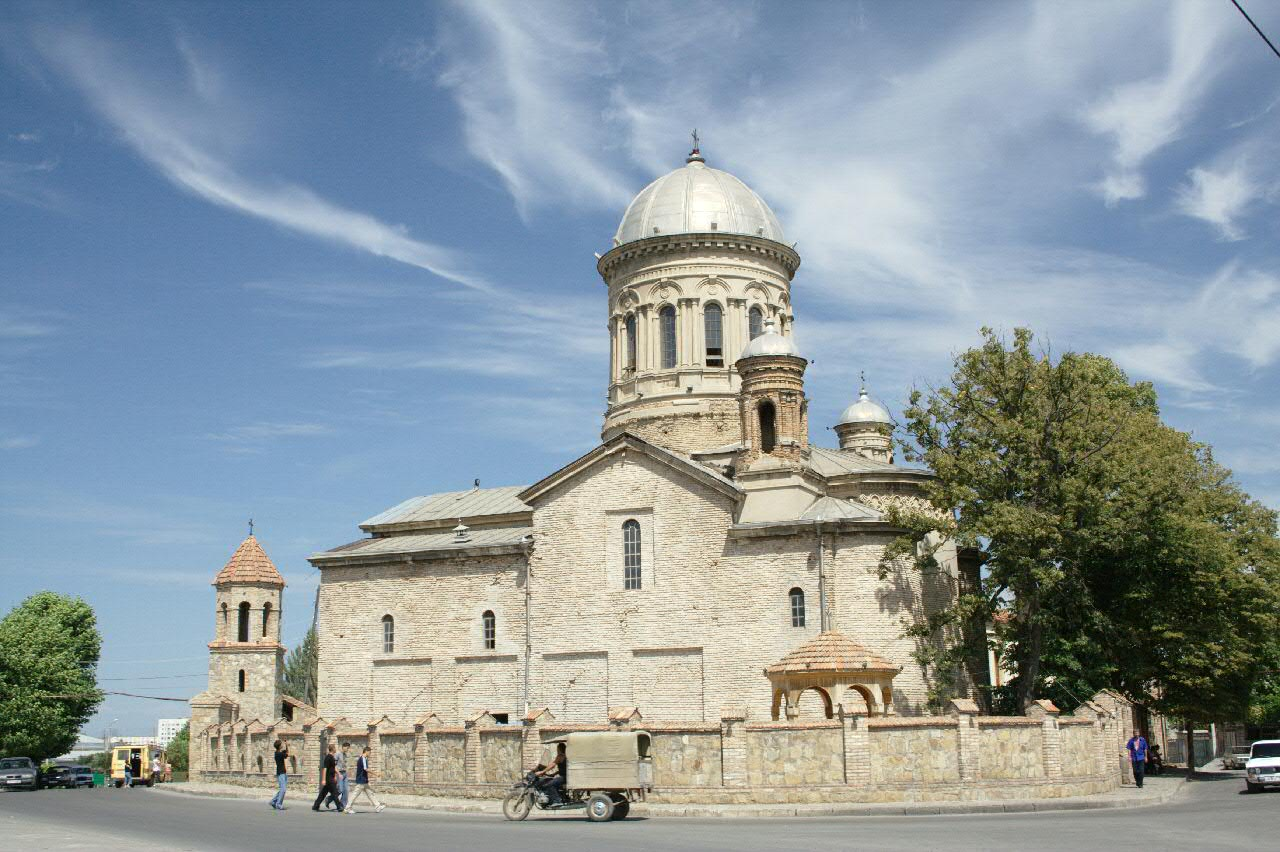
A gori katedrális
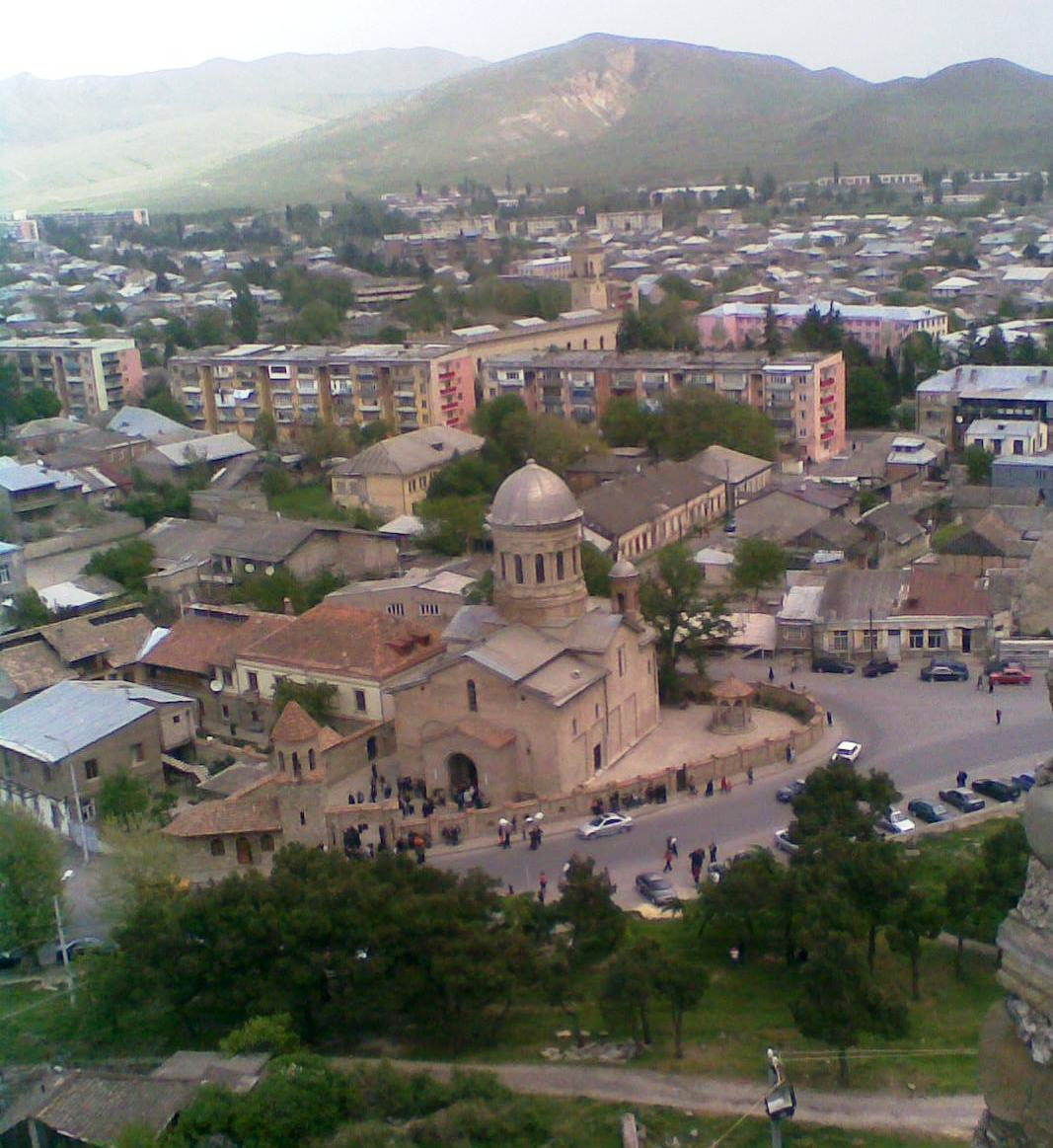
A gori katedrális és a város látképe az erődből
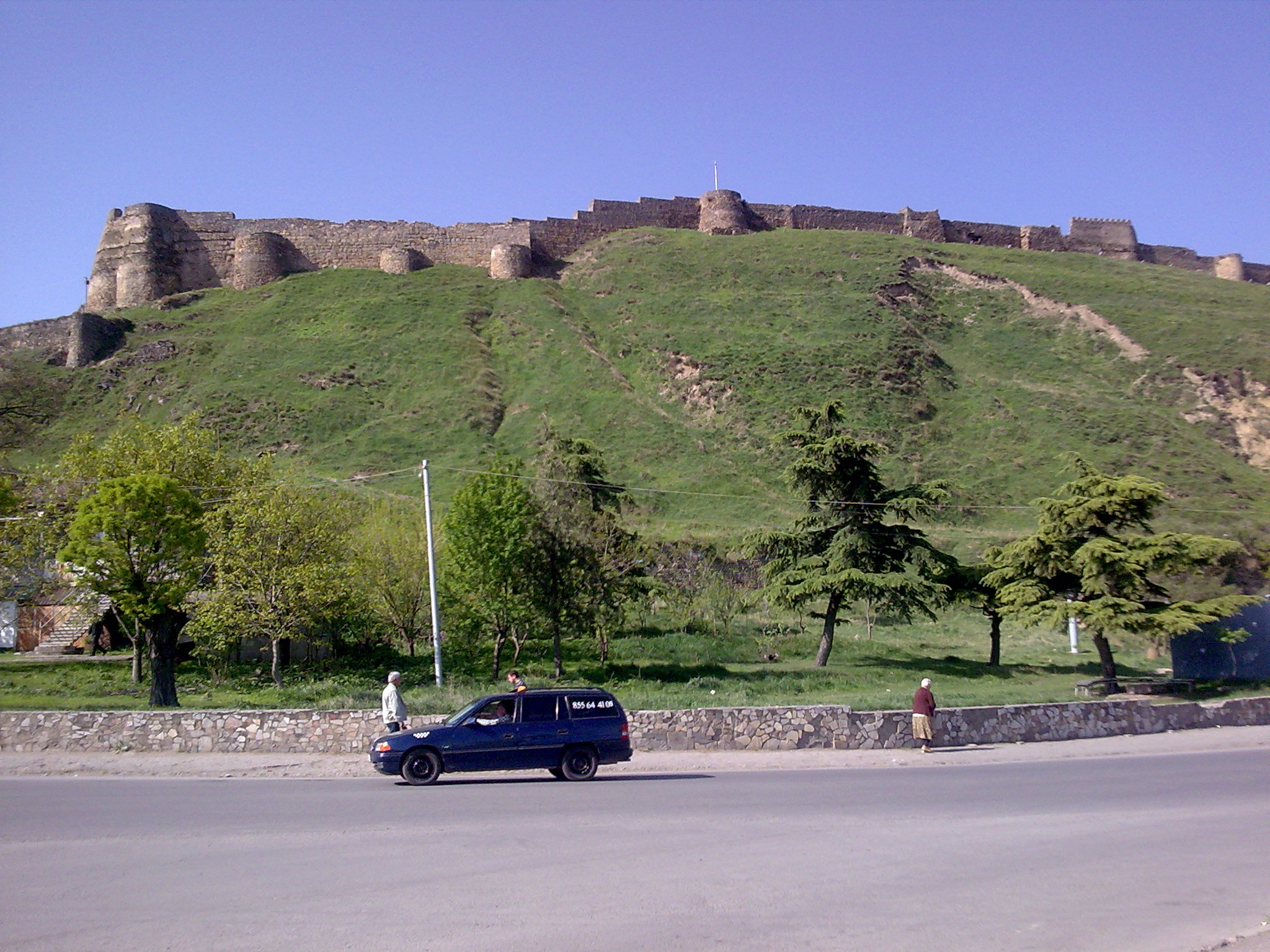
A gori erőd
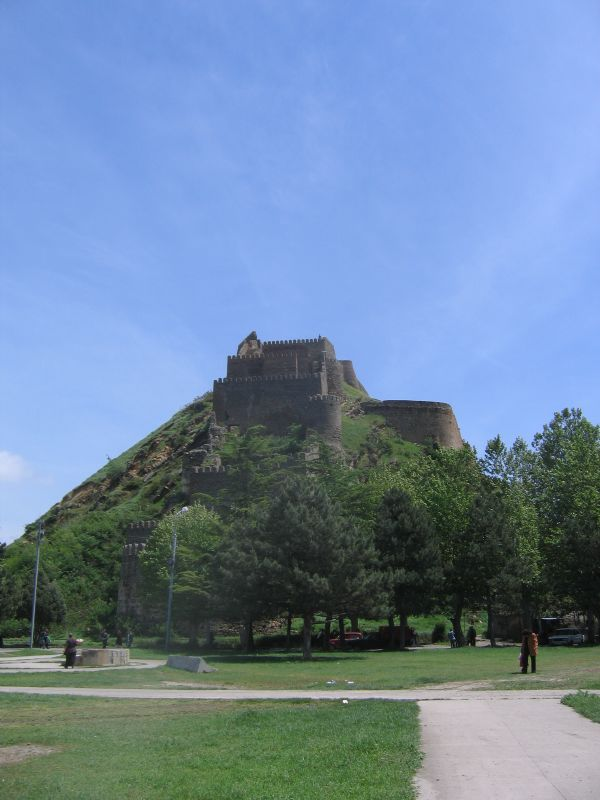
A gori erőd
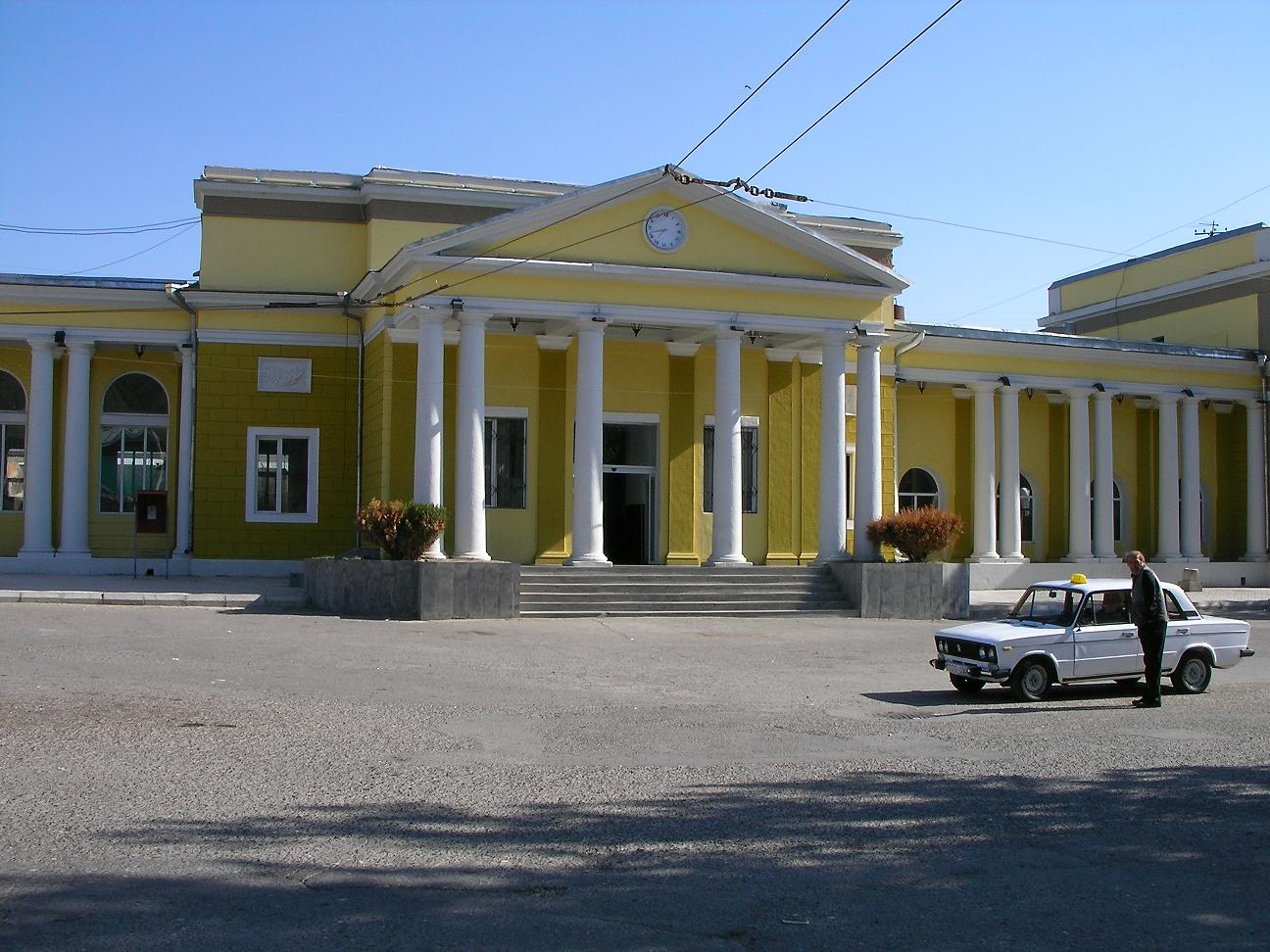
A vasútállomás
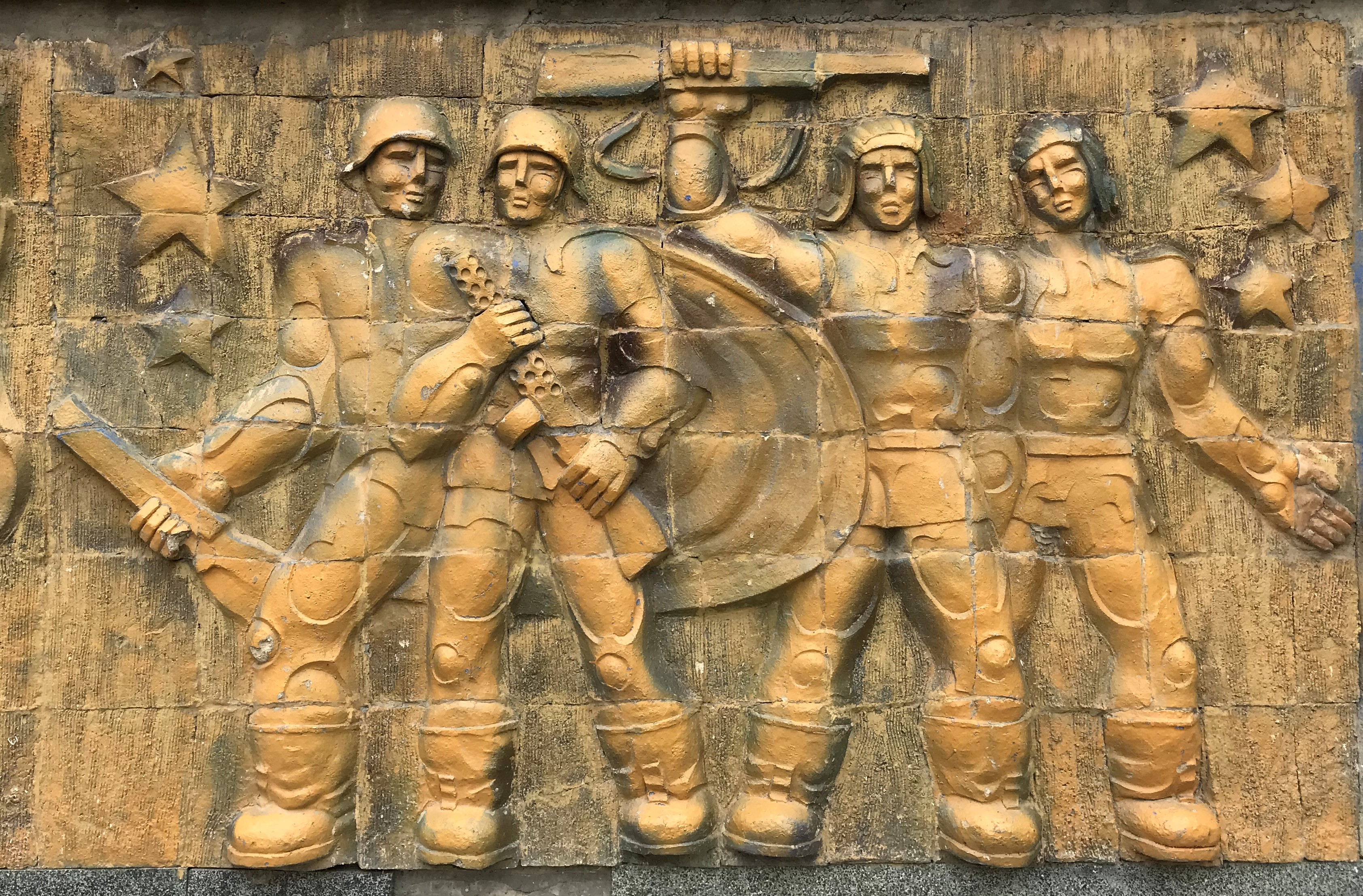
Szocreál dombormű a belvárosban
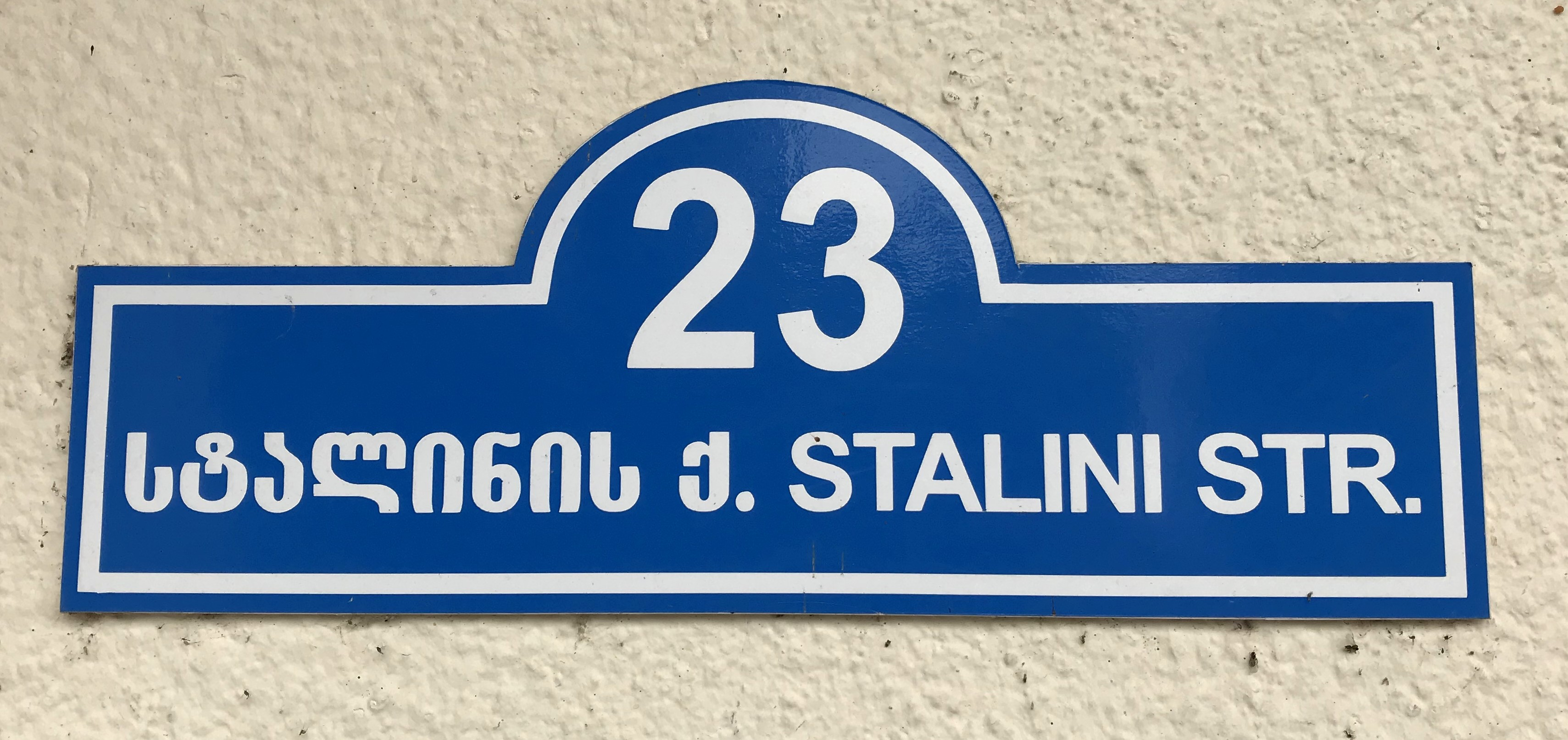
Utcanévtábla